# Янмар
Стадіон Янмар (раніше Міцубісі Форкліфтстадіон (Mitsubishi Forkliftstadion) та Алмере Сіті Стадіон (Almere City Stadion)) — багатоцільовий стадіон в Алмере, Нідерланди. Стадіон в переважно приймає футбольні матчі і є домашнім стадіоном ФК «Алмере Сіті». Стадіон був побудований у 2005 році та вміщує 3 000 глядачів. У січні 2020 року клуб завершив будівництво нової трибуни, збільшивши місткість до 4 501. У січні 2020 року клуб завершив будівництво нової трибуни, збільшивши місткість до 4 501. Трибуни забезпечують криті переходи до головної будівлі клубу, а також до нових клубних офісів, будівництво яких було завершено навесні 2020 року.
Колись стадіон використовувався для американського футболу.